# Volker Eckstein
Pour les articles homonymes, voir Eckstein.
Volker Eckstein, né le 5 juin 1946 à Schleusingen et décédé le 26 mars 1993 à Berlin, était un acteur allemand. 

## Biographie
Volker Eckstein est essentiellement un acteur de séries télévisées allemandes telles Inspecteur Derrick , Le Renard, Tatort. 
Il était marié à l’actrice Karin Baal avec qui il joue assez fréquemment, notamment dans Mort pour rien (épisode de Derrick), Lili Marleen de Rainer Werner Fassbinder, Desperado de Georg Borgel, Tausend Augen de Hans-Christoph Blumenberg.
En mars 1993, il succombe à un cancer à l’âge de 46 ans .

## Filmographie

### Cinéma
- 1979 : Desperado de Georg Borgel : Buddy
- 1981 : Lili Marleen de Rainer Werner Fassbinder : un homme du SD
- 1984 : Tausend Augen de Hans-Christoph Blumenberg : Engmann
- 1990 : Spieler de Dominik Graf : l'avocat

### Téléfilms
- 1970 : Ich töte de Tom Toelle : Eckard
- 1971 : Ein Vogel bin ich nicht de Tom Toelle : Moritz
- 1972 : Das Klavier de Fritz Umgelter : Oswald
- 1987 : Drohung bei Mondlicht de Wim ten Haaf : M. Armstrong

### Séries télévisées
- 1971-1982 : Tatort
- 1972 : Der Kommissar : Schwester Ignatia : Jürgen Gebhardt
- 1974 : Castaway (13 épisodes) : Mr Fletcher
- 1977-1985 : Inspecteur Derrick : Benocha
- 1978-1992 : Le Renard
- 1984-1985 : Eine Klasse für sich – Geschichten aus einem Internat (22 épisodes) : Gerhard Bruhns
- 1985 : La Clinique de la Forêt-Noire : Stefan Malewsky